# Else Drenseck

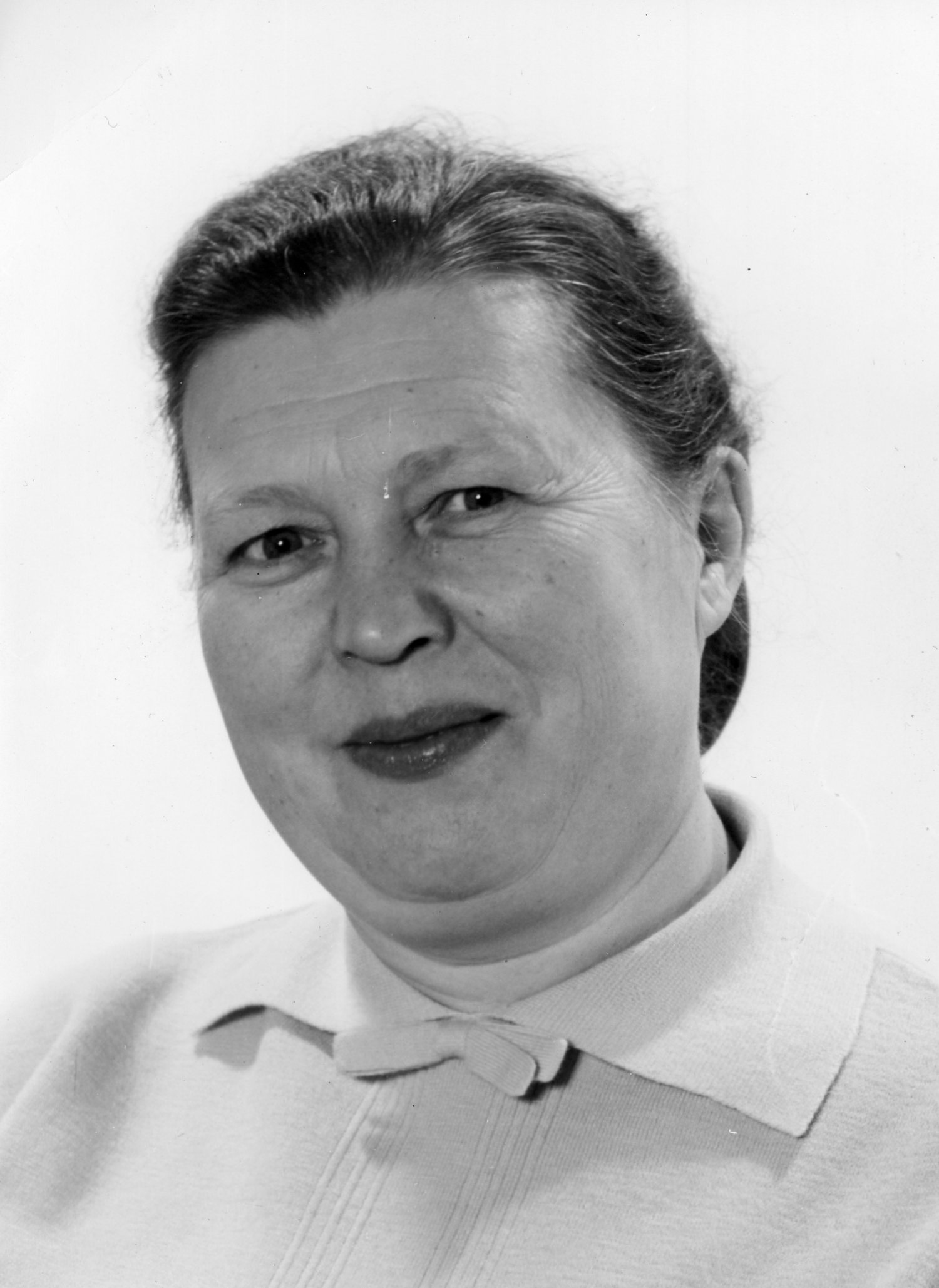
Else Drenseck, ca. 1958

Else Drenseck (* 24. Dezember 1911 in Herne; † 13. Dezember 1997 ebenda; geboren als Else Emmerich) war eine deutsche Politikerin (SPD) und Geschäftsführerin des Kreisverbands Herne der Arbeiterwohlfahrt.

## Leben
Else Emmerich war die Tochter des Bergarbeiters Johann Peter Emmerich und seiner Frau Pauline Emmerich geb. Thiele. Großeltern waren der Bergmann Peter Emmerich und Elisabeth Emmerich geb. Richter, sowie Hubert Thiele und Sophie Thiele geb. Preising. Der Großvater Peter war aus Friedberg (Hessen) nach Hofstede (heute Stadtteil von Bochum) zugewandert und als der rote Emmerich bereits unter dem Sozialistengesetz Sozialdemokrat. Die Thieles waren katholisch, die Emmerichs evangelisch, die Tochter wurde nicht getauft. Ihr Vater war Mitglied der SPD und der Bergarbeitergewerkschaft sowie des Arbeiter- und Soldatenrates, ihre Mutter war Mitglied der Freien Wohlfahrtsvereinigung (später Arbeiterwohlfahrt – AWO), nahm an Schulungen und an der Durchführung von Kinderfreizeiten teil. Großmutter Sophie nahm Else Emmerich mit in die katholische Kirche, Vater Peter in die SPD-Versammlung.

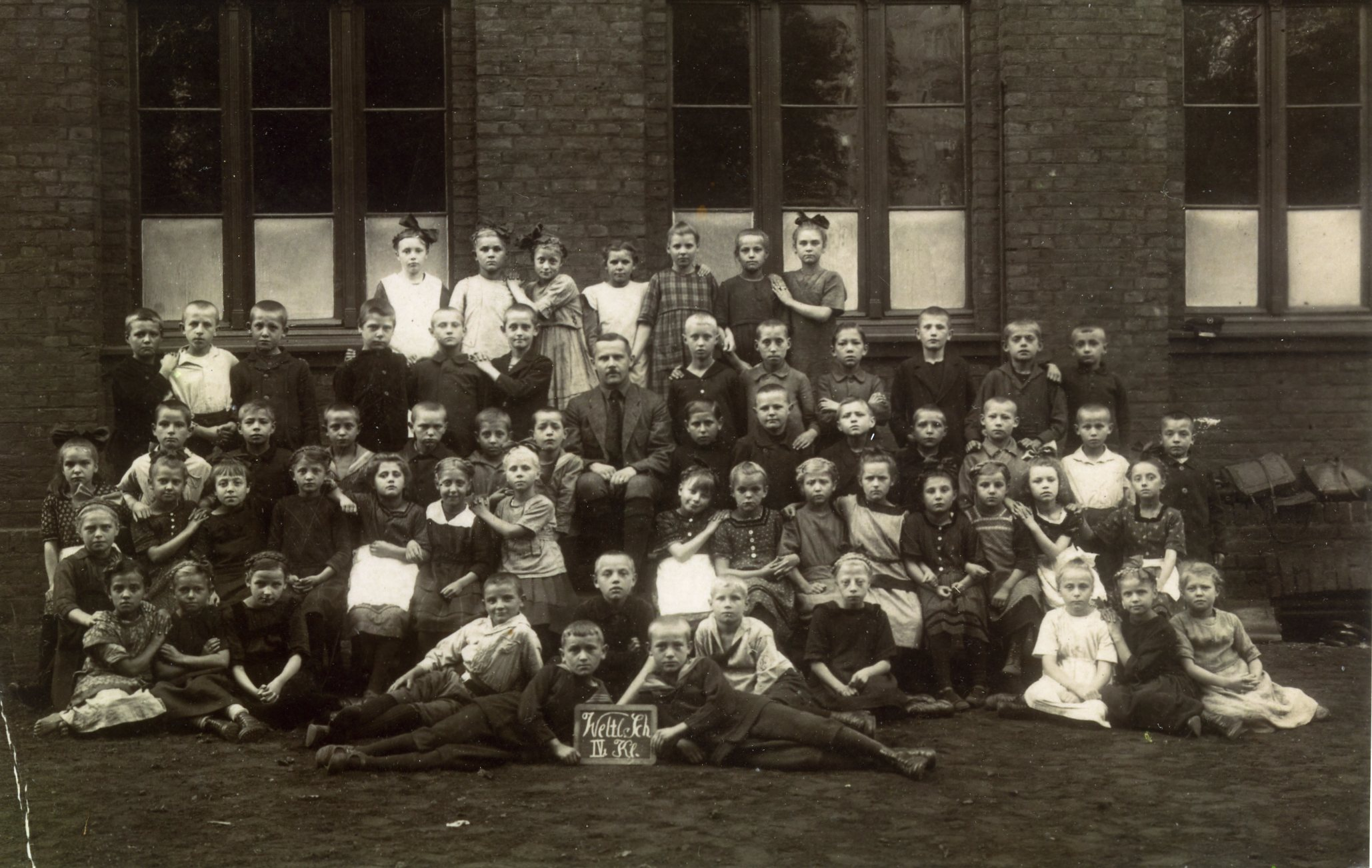
Weltliche Schule, 1921

Schulentlassung Freie Schule Herne 1926 (Schmuckblatt)

Else Emmerich besuchte bis zur Gründung der Weltlichen Schule die Evangelische Schule. Die wirtschaftlichen Verhältnisse der Familie ließen einen Besuch der Wohlfahrtsschule der AWO nicht zu, sodass sie ab 1926 eine Lehre beim Konsumverein „Wohlfahrt“ eGmbH in Bochum absolvierte und danach als Verkäuferin und Leiterin in mehreren Herner Läden des Konsumvereins tätig war. Sie war seit 1926 gewerkschaftlich organisiert im Zentralverband der Angestellten.
Seit April 1926 war sie Mitglied der Sozialistischen Arbeiter-Jugend und zusammen mit ihrem späteren Ehemann Heinrich Drenseck Mitbegründerin der SAJ-Gruppe Herne-Constantin. Bis 1933 war sie dort die 2. Vorsitzende. Im Januar 1928 trat sie in die SPD ein. In dieser Zeit ergaben sich Bekanntschaften und Freundschaften mit führenden Herner Sozialdemokraten, zum Beispiel Karl Hölkeskamp, Auguste Sindermann, Berta Schulz (MdR), Julius Benz, Heinrich Crämer, Jakob Hilge und für sie eindrucksvolle Begegnungen auf SPD-Veranstaltungen und Jugendtagen der SAJ (z. B. mit Janette Wolf, Anna Siemsen).

### Nazi- und Kriegszeit

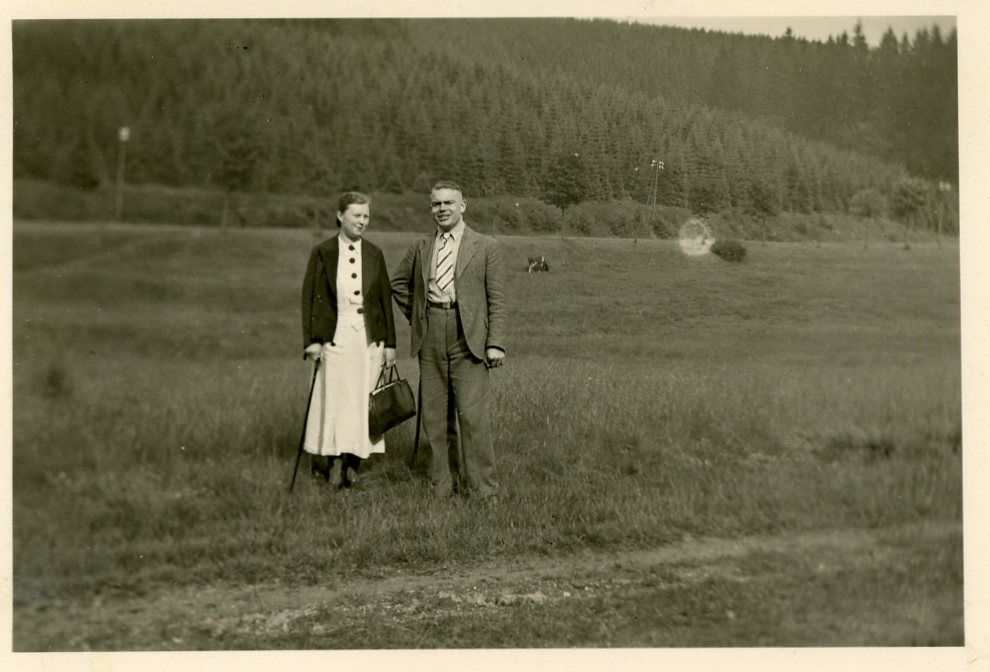
Else und Heinrich Drenseck, Hochzeit am 3. Oktober 1933

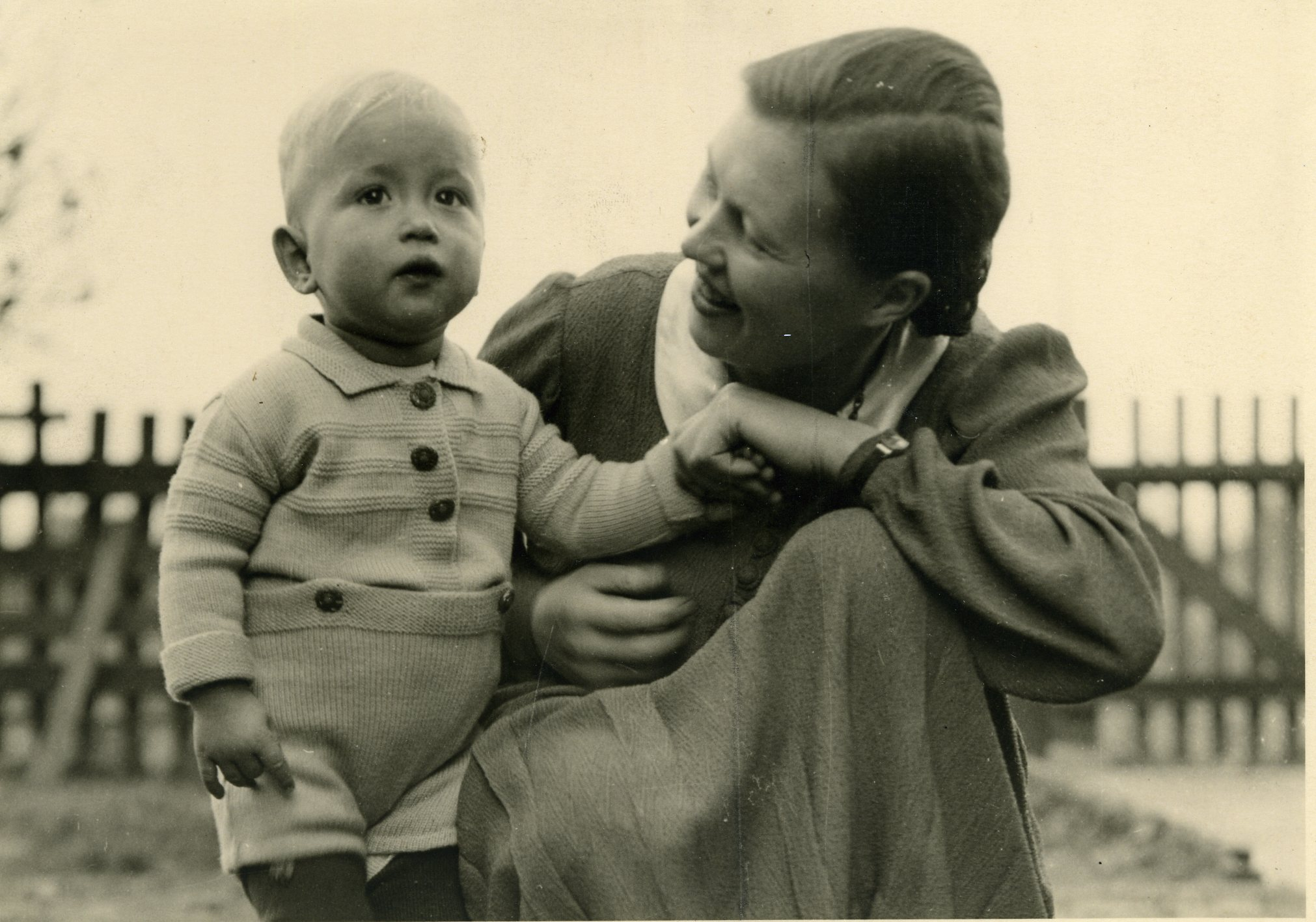
Else Drenseck mit ihrem Sohn Heinz, 1941

Mit der „Machtergreifung“ der Nationalsozialisten zerbrach 1933 das soziale und sozialdemokratische Netz. Die SPD wurde mit ihrer Jugendorganisation und ihrer Presse verboten. Der Hauptausschuss der Arbeiterwohlfahrt wurde als „nützliches Glied“ in die Nationalsozialistische Deutsche Arbeitsfront übernommen. Der sozialdemokratische Vorstand des Konsumvereins „Wohlfahrt“ wurde abgesetzt, das Vertriebsnetz verringert, sozialdemokratische Lagerhalter, Verteilungsstellen-Leiterinnen und Verkäuferinnen entlassen; auch Else Drenseck verlor ihre Stelle.
Wie viele andere zogen sich Else und Heinrich Drenseck in ein privates Umfeld zurück, sie heirateten am 3. Oktober 1933 und fanden in Herne-Sodingen in der Max-Wiethoff-Straße eine Wohnung. Der Sohn Heinrich Peter (Heinz) Drenseck wurde am 21. Mai 1939 in der Bochumer Landesfrauenklinik geboren. Mitte 1943 zogen Else Drenseck und Sohn Heinz wegen der zunehmenden Bombardierungen nach Papenhausen (heute zu Bad Salzuflen, Kreis Lippe) in zwei Zimmer auf einem Bauernhof. Zeitweise nahmen sie die Frau und einen Sohn ihres Bruders Hubert Emmerich auf. Seit Mitte 1944 hat sie die Schwiegereltern gedrängt, von Ostpreußen nach Lippe zu kommen. Der Ehemann geriet auf dem Wege von den Beskiden in die Slowakei in sowjetische Kriegsgefangenschaft und verstarb dort am 14. April 1947. 
Else Drenseck hielt die Nachricht über seinen Tod für unsicher und ließ ihn erst am 25. August 1958 beurkunden. Nach Kriegsende ging sie nach Herne zurück. In der Wohnung der Familie ihres früheren SAJ-Genossen Karl Schwertfeger (Herne, Wiescherstraße 139) erhielt sie zwei Zimmer.

### Arbeiterwohlfahrt
Else Drenseck konnte sich ihrem früheren Berufswunsch entsprechend engagieren, als Sozialarbeiterin, Sozialpolitikerin und Organisatorin. Bereits im Juli 1945 gründete sie zusammen mit Karl Hölkeskamp und Auguste Sindermann den Ortsausschuss Herne der Arbeiterwohlfahrt. Else Drenseck baute 1945/1946 die ersten beiden Kindererholungsheime im AWO-Bezirk Westliches Westfalen auf und leitete diese ehrenamtlich. Es handelte sich um das Kinderheim Königstein in einer Ausflugsgaststätte in Hattingen und das Kinderheim am Hedtberg in Dahlhausen, einem Freizeitheim, das von der „frei organisierten Arbeiterschaft“ (SPD, AWO, SAJ u. a.) in den Jahren 1925–1929 errichtet worden war.

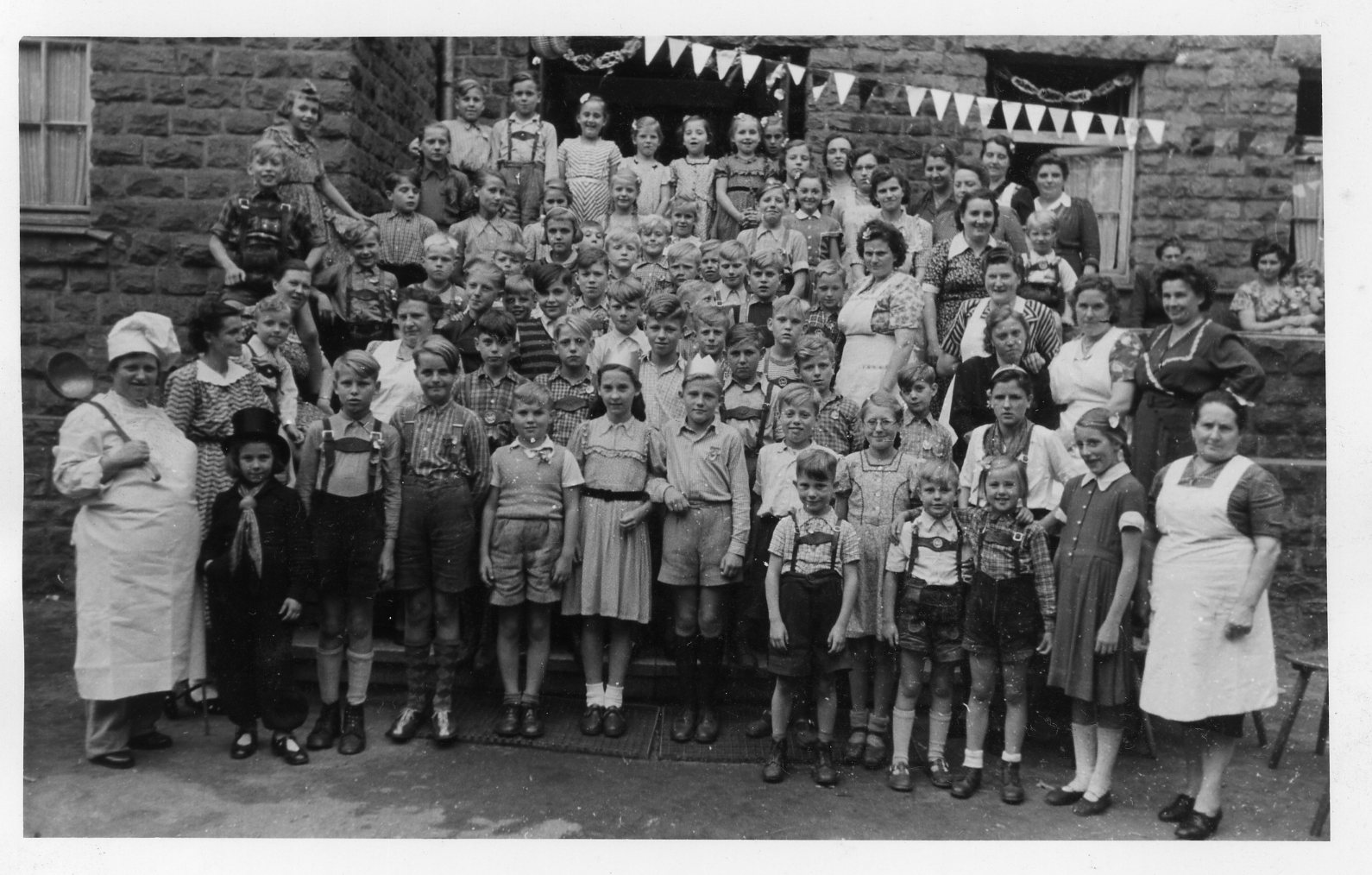
Kinderheim Hedtberg, Kinderfest, 1948

Ein Schwerpunkt der Arbeit war die Verteilung von Lebensmittelhilfen sowie von Spenden der Schweizer Hilfe, des Britischen Roten Kreuzes und der CARE-Organisation an Not leidende Menschen, besonders an Tbc-Kranke. In den Nähstuben wurden aus Stoffresten und Textilspenden Kleidungsstücke, aber auch Puppen und andere Spielsachen gefertigt.

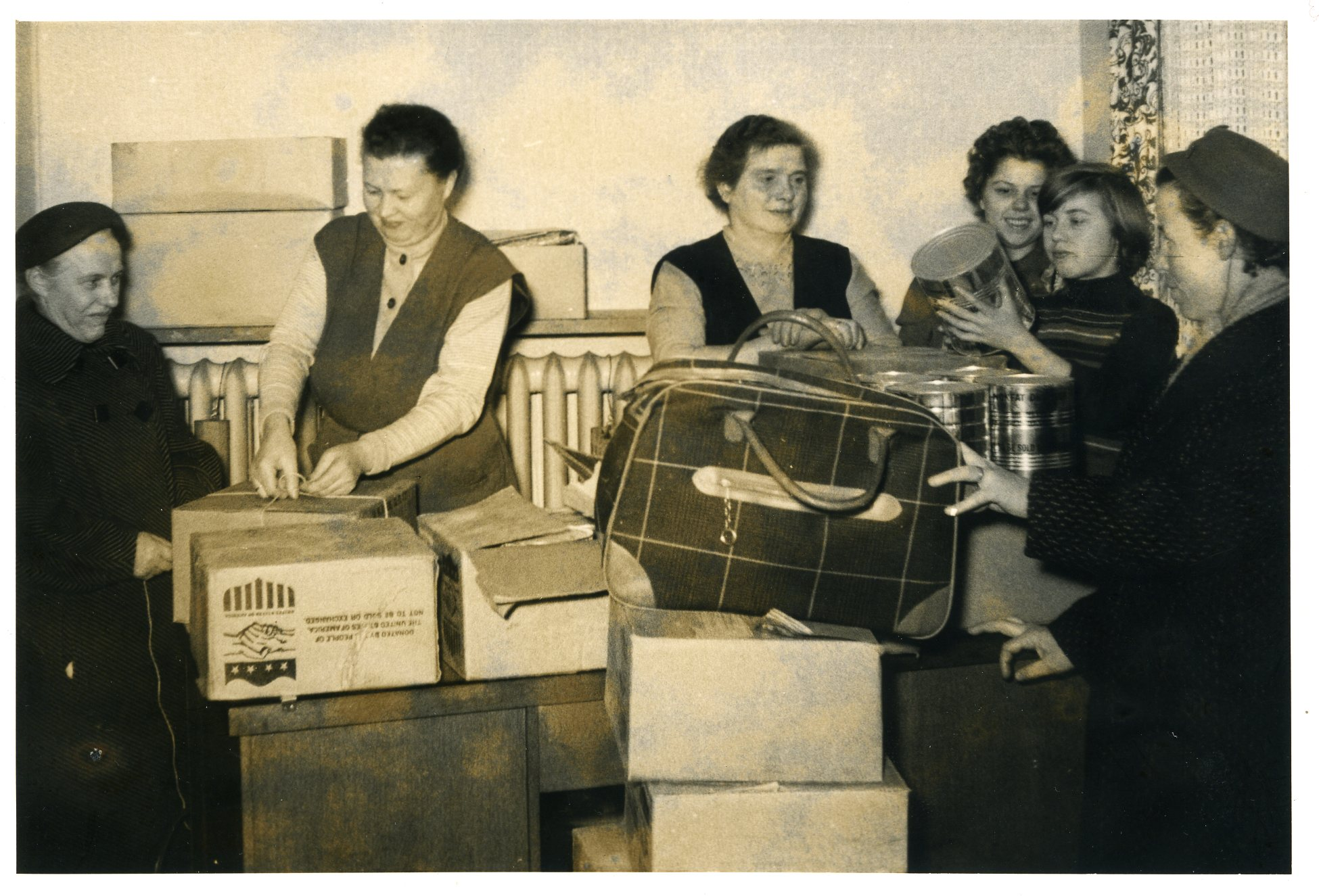
Lebensmittelausgabe für bedürftige Menschen, 1948

Else Drensecks Aufgabe war, für die Lebensmittelmarken, die die bedürftigen Menschen abgeben konnten, etwas zum Kochen zu besorgen.
1947 wurde Else Drenseck in den Vorstand der Unterbezirks Bochum (bestehend aus den Städten Bochum, Herne, Wanne-Eickel, Wattenscheid, Witten) gewählt, dem sie bis zu dessen Auflösung angehörte. 1950 wählte sie der Kreisverband Herne als Nachfolgerin von Auguste Sindermann zur ehrenamtlichen Geschäftsführerin, dieses Amt übte sie bis zur Wahl des hauptamtlichen Geschäftsführers Fritz Benthaus aus.
Auf Initiative von Else Drenseck richtete der Kreisverband Herne 1951 seine erste Altenbegegnungsstätte ein, die wie alle späteren Begegnungsstätten ehrenamtlich betreut wurden. 

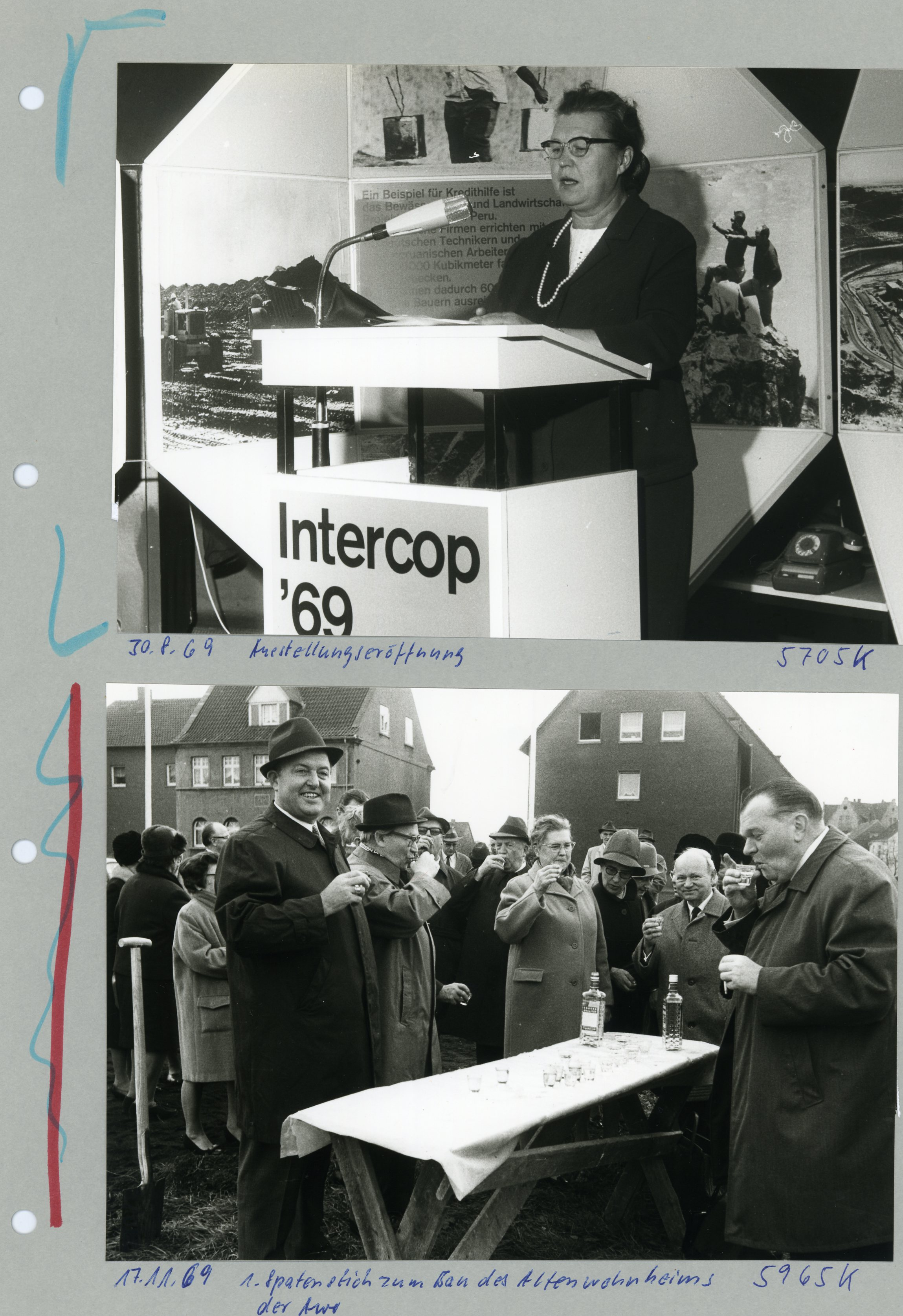
Oben: Eröffnung Entwicklungshilfen Ausstellung am 30. August 1969 / Unten: Spatenstich für das Altenwohnheim der AWO am 17. November 1969

Von 1964 bis 1982 war Else Drenseck Mitglied des AWO-Bezirksvorstandes Westliches Westfalen (seit 1973 stellvertretende Vorsitzende), Mitglied des AWO-Bundesvorstandes war sie von 1965 bis 1974, anschließend von 1974 bis 1978 war sie Mitglied im AWO-Bundesausschuss. Sie betrieb die Errichtung einer Altenwohnstätte in Herne-Börnig (heute „Else-Drenseck-Seniorenzentrum“). Sie stellte den Anspruch, eine für die damalige Zeit modellhafte Einrichtung mit 38 Altenwohnungen, 110 Einzelappartements im Altenwohnheim und 45 Zimmer im Pflegetrakt zu bauen. Solidarität, Mitmenschlichkeit, politische Wachsamkeit, unermüdliche Hilfsbereitschaft, Mütterlichkeit, Aufgeschlossenheit und Mut beschreiben in erzählten Episoden und Anekdoten sowie in veröffentlichten Würdigungen ihre Persönlichkeit, z. B. zum 60. und 80. Geburtstag.

### Kommunalpolitik
Für Else Drenseck bildeten die Sozialdemokratie und die Arbeiterwohlfahrt eine sich ergänzende Einheit. Es war für sie folgerichtig, sich den Bürgern ihrer Stadt und der Kommunalpolitik verpflichtet zu fühlen. Bereits 1946 war sie Mitglied des ersten demokratisch gewählten Rates der Stadt Herne, sie blieb es bis zum Inkrafttreten der Gesetze zur kommunalen Neugliederung am 1. Januar 1975. Else Drenseck (Bürgermeisterin seit 1964), und andere Kommunalpolitiker machten Platz für neue Mitglieder im neuen Rat der Stadt Herne.
Else Drenseck fand ihre Aufgaben zuerst und hauptsächlich im Sozialausschuss (vorher Wohlfahrtsausschuss) und im Jugendausschuss. Sie bemühte sich um Hilfen für Flüchtlinge und Vertriebene (1947: 6.751 Personen, 1950: 11.949 Personen) sowie um die Auflösung von Massenquartieren in Schulen und Gaststätten.
Ein großes Ereignis für sie war die Teilnahme an dem 1. Städtekongress, dem Gründungskongress des Deutschen Städtetages am 20. Mai 1948 in der Frankfurter Paulskirche. Stark beeindruckt war sie von einer intensiven Begegnung mit Louise Schroeder (Bürgermeisterin von Berlin), deren Tatkraft und Mut sie bewunderte.
Im Laufe der Jahre übernahm sie zusätzliche Ämter und Verantwortung im SPD-Kreisvorstand, im Vorstand der SPD-Ratsfraktion sowie in Ausschüssen des Rates (u. a. im Haupt- und Finanzausschuss) in Gremien der Sparkasse und der städtischen Unternehmen.
Else Drenseck war eine Stütze des kommunalpolitischen Gesamtkonzeptes, aber weiter die Sozialpolitikerin der SPD-Fraktion, auch nach ihrem Ausscheiden aus dem Rat war sie von 1979 bis 1984 Bürgerschaftsvertreterin im Sozial- und Gesundheitsausschuss. Für sie traf es sich gut, dass Edwin Ostendorf in den Gremien des Deutschen Städtetages und des Deutschen Vereins für öffentliche und private Fürsorge seine Hauptinteressengebiete im Bereich der Sozial- und Jugendhilfe sowie der Schulpolitik sah. Else Drenseck war stets der Überzeugung, dass Kommunalpolitik nicht „kleine Lokalpolitik“ sei, sondern dass sie entscheidend für die konkrete Lebensqualität der Menschen ist, dass sie die Bedürfnisse der Bürger zielgenau trifft, dass hier demokratisches Bewusstsein, bürgerschaftliche Mitverantwortung und Gerechtigkeit verwirklicht werden.
Der Rat der Stadt Herne wählte Else Drenseck am 12. Oktober 1964 zur Bürgermeisterin. Sie war in der Geschichte der Stadt die erste Frau, der dieses Amt übertragen wurde; sie hatte es bis zur kommunalen Neugliederung 1974 inne.

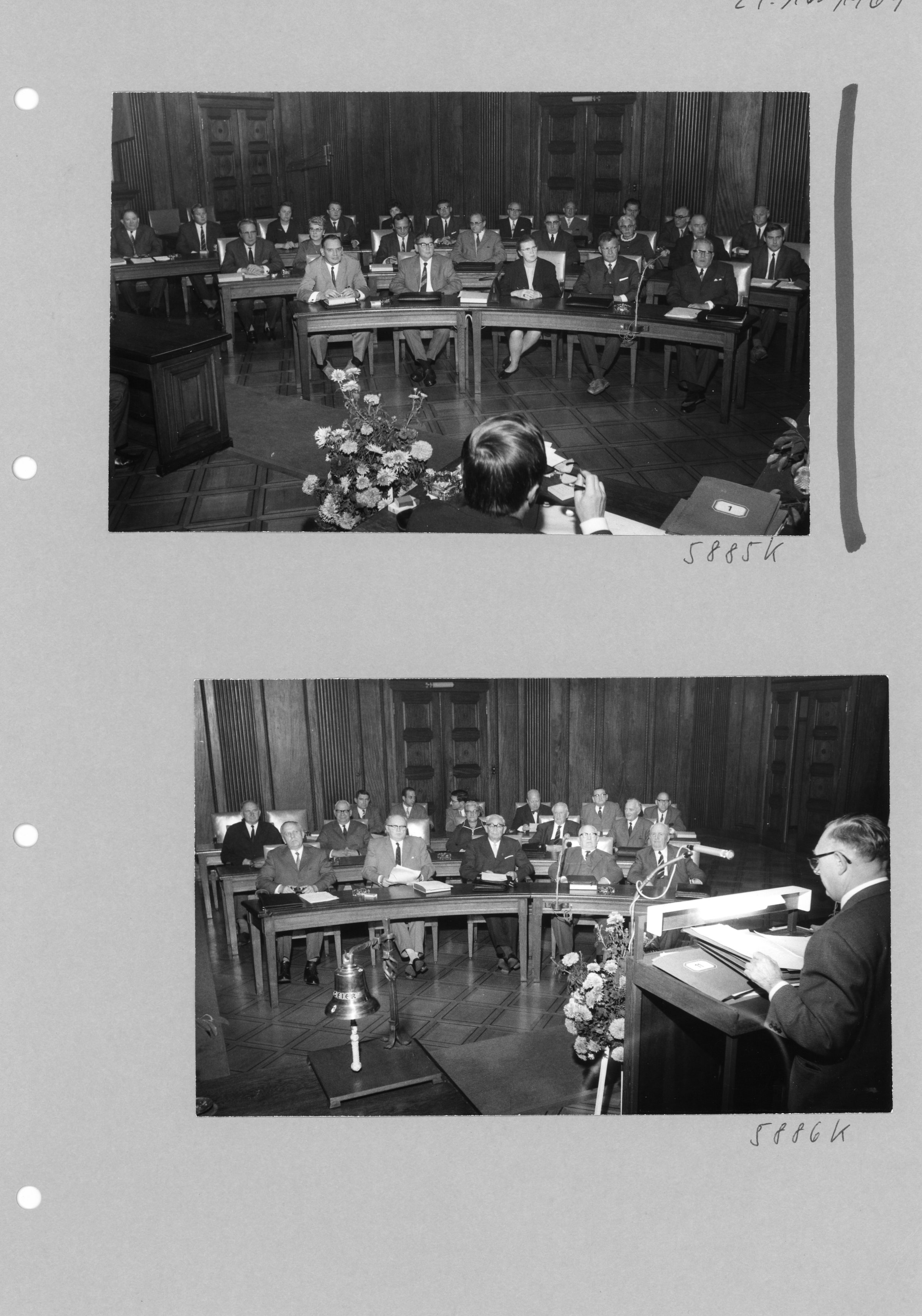
Rat der Stadt Herne, 1968

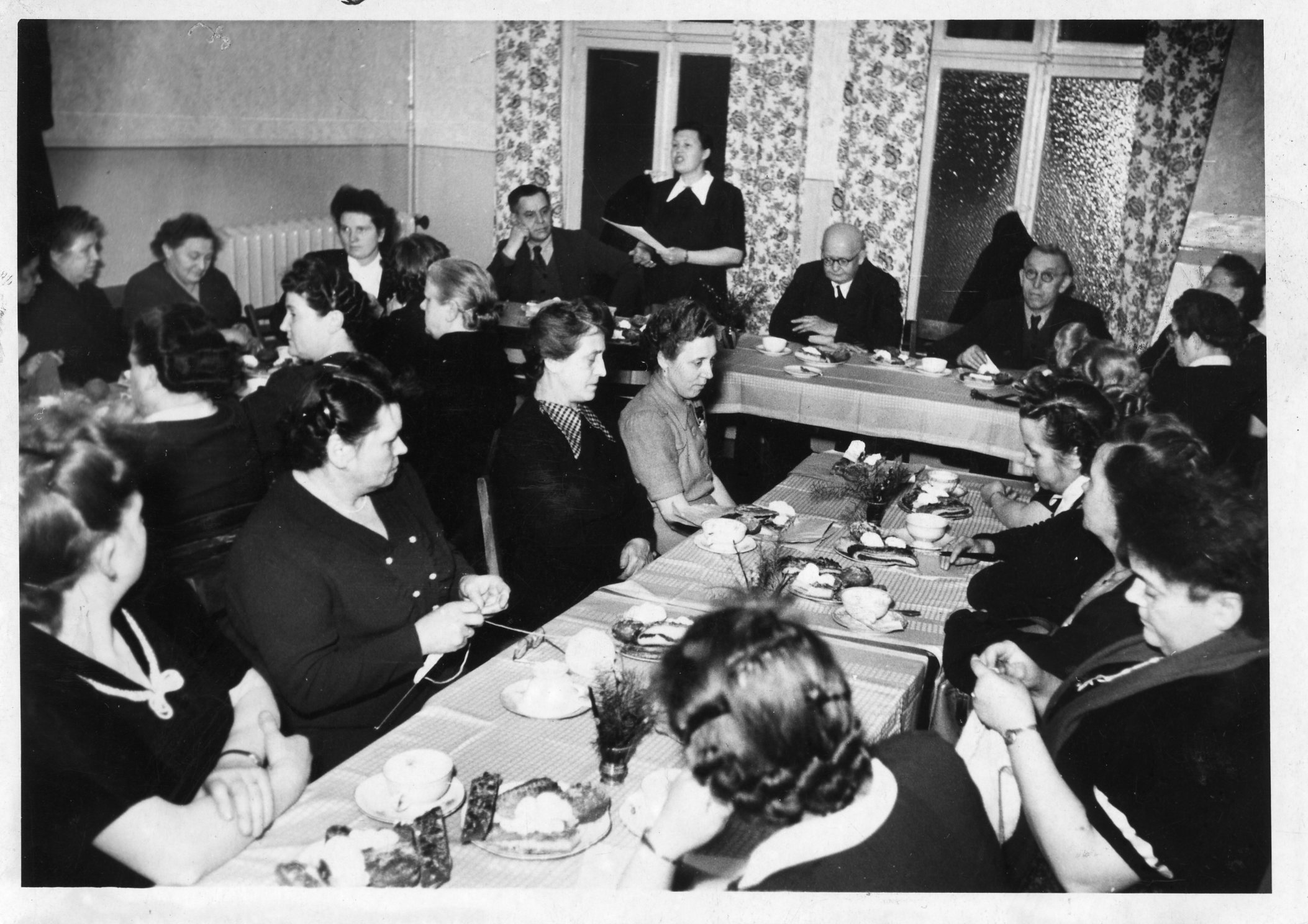
Rechenschaftsbericht 1951

In ihrem Nachlass sind zahlreiche handschriftliche Konzepte zu Reden auf Parteitagen, in Ortsvereinen und vor dem Rat der Stadt erhalten; später richtete sie Ansprachen und Grußworte an Gäste der Stadt, besonders gerne an Schüler und Jugendliche der Herner Partnerstädte, an Vereine, Unternehmungen, Heimattreffen, Ausstellungseröffnungen. Bei jeder Gelegenheit brachte sie ihre Grundwerte ein: Frieden, Solidarität, Toleranz, Gerechtigkeit, Mitmenschlichkeit. In ihren Reden und Rechenschaftsberichten ist sie stolz auf das Erreichte, begründet aus ihren Werten die Notwendigkeit weiterer Projekte und zeigt die politischen Widerstände auf.  
Else Drenseck hatte 1958 die Begründung einer Resolution des Rates gegen den Beschluss der Mehrheit des Bundestages zur Ausrüstung der Bundeswehr mit Atomwaffen übernommen. Das Risiko eines Atomkrieges wird mit der Verbreitung der Waffen größer, auch das „Gleichgewicht des Schreckens“ und die Chance auf Abrüstung könne nur aufrechterhalten werden, wenn das Gleichgewicht der Giganten USA und Sowjetunion nicht gestört würde.
Besonders engagiert trat sie anlässlich eines Besuches von Erhard Eppler zur Eröffnung einer Entwicklungshilfe-Ausstellung am 30. August 1969 auf. Viele Prinzipien, die heute von NGOs und Eine-Welt-Politikern aufgezeigt werden, wurden angesprochen. Für ihre Verdienste um die Stadt Herne ist ihr bereits 1960 der Ehrenring der Stadt verliehen worden.

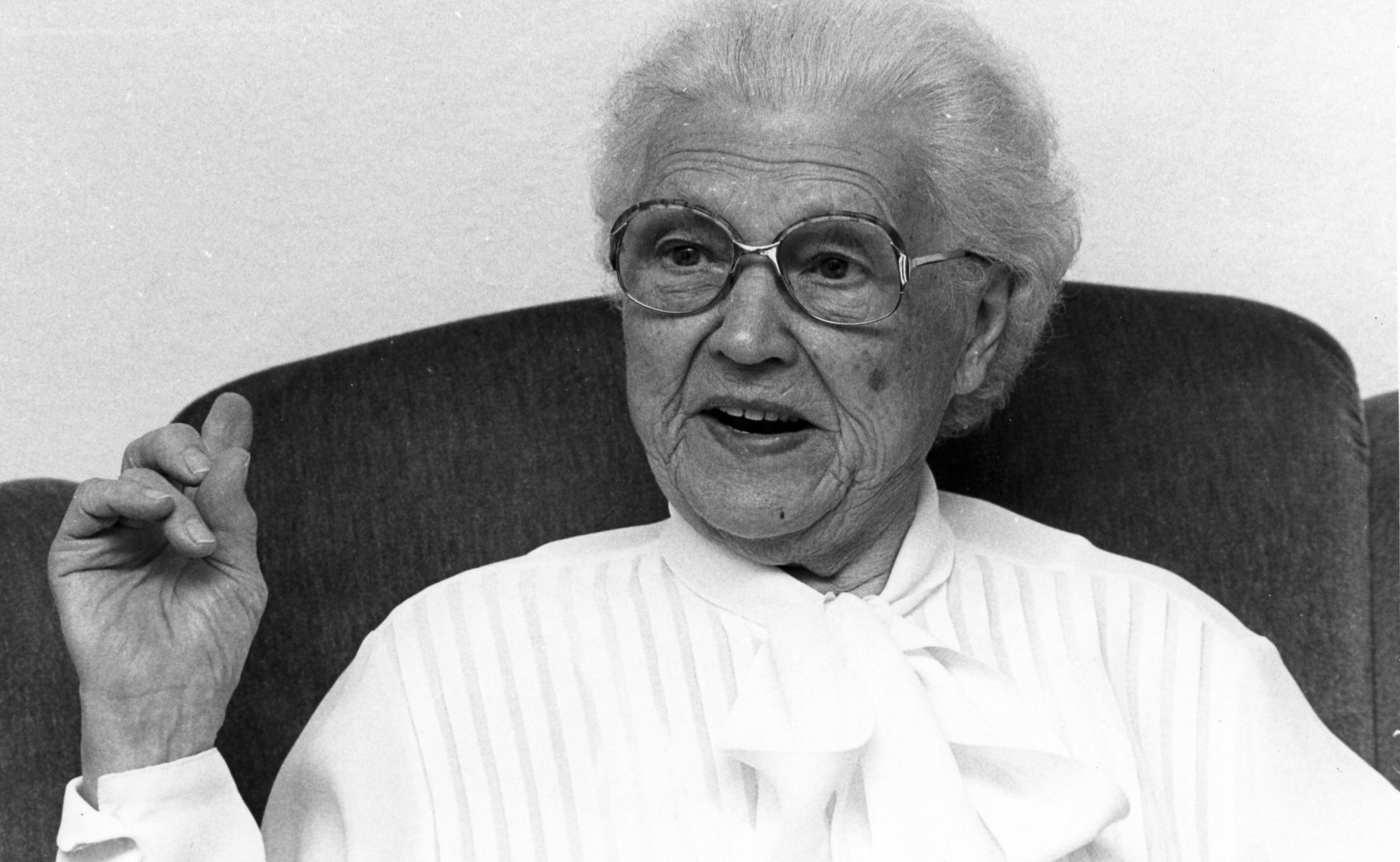
Else Drenseck im Alter von 85 Jahren

Else Drenseck lebte mit der Familie ihres Sohnes Heinz in Herne. Als die Pflege in der Familie nicht mehr möglich war, zog sie in das Willi-Pohlmann-Seniorenzentrum der AWO. Nach einem Unfall, von dem sie sich nicht mehr richtig erholen konnte, starb sie, von der Familie und Freundinnen begleitet, am 13. Dezember 1997.

## Mitgliedschaften
- 1930–1986: SPD-Mitglied
- 1946–1974: Mitglied des Rates der Stadt Herne

## Ehrenämter und Ehrungen
- 1964–1974: Bürgermeisterin der Stadt Herne
- 27. Oktober 1966 bis 1. November 1969: Beirat im Bundesvorstand der AWO Deutschland
- 1. November 1969 bis 3. Oktober 1974: Beisitzerin im Bundesvorstand der AWO Deutschland
- In Würdigung ihrer Verdienste für die Arbeiterwohlfahrt wurde ihr am 30. Oktober 1979 die Marie-Juchacz-Plakette, die höchste Auszeichnung der AWO, verliehen.
- posthum: Umbenennung des Seniorenhauses „Am Katzenbuckel“ in Herne-Börnig in Else-Drenseck-Seniorenzentrum